# Hemibystra bystromorpha
Hemibystra bystromorpha är en stekelart som beskrevs av Heinrich 1968. Hemibystra bystromorpha ingår i släktet Hemibystra och familjen brokparasitsteklar. Inga underarter finns listade i Catalogue of Life.